# Jess Bush
Jessica Bush, más conocida como Jess Bush, (Brisbane, 26 de marzo de 1991) es una actriz, exmodelo y artista australiana, más conocida por interpretar el papel de la enfermera Christine Chapel en la serie de televisión Star Trek: Strange New Worlds. En 2011, apareció en la séptima temporada del concurso de talentos Australia's Next Top Model. Sus créditos cinematográficos posteriores incluyen apariciones en las series de televisión australianas Home and Away (2017), Secret Daughter (2017), Skinford: Chapter Two (2018), Les Norton (2019), Playing For Keeps (2019) y Halifax: Retribution (2020).

## Biografía
Jessica Bush nació en Brisbane capital del estado de Queensland (Australia) el 26 de marzo de 1991, tiene una hermana, Kyle Bush. Desde temprana edad mostró interés por la pintura, por lo que tomó clases para aprender los diferentes estilos. A la edad de 19 años, después de completar sus estudios, le aconsejaron que siguiera una carrera como modelo, en 2011, participó en la séptima temporada del programa de talentos Australia's Next Top Model. Después de terminar el programa, intentó encontrar trabajo como modelo en algunas agencias de moda, pero esto le provocó algunos problemas psicológicos y trastornos alimentarios debido a la presión que ejercen esas agencias para perder peso. En su momento había llegado a pesar 60Kg, lo que consideró ridículo alegando que la industria de la moda «distorsiona la autoestima» y termina siendo «muy dañina».
Después de abandonar el mundo de la moda, decidió centrarse en la actuación y tomó lecciones de actuación, por lo que se inscribió en NIDA y también tomó un curso en TV Don Boyd Duff. En 2015 firmó un contrato con una empresa australiana de gestión de nuevos talentos, CBM Management, y con una agencia estadounidense, Principal Entertainment LA. En 2016 consiguió un contrato para interpretar el personaje de Jess Kearney en la telenovela Home and Away, donde aparece en solo dos episodios, pero que sirvió como lanzamiento para su carrera. Ese mismo año apareció en otra serie de televisión, The Secret Daughter, donde interpreta un papel secundario.
Después de protagonizar otras producciones, como la película Skinford: Chapter Two, con la que debutó en la gran pantalla (2018), y la miniserie de televisión Les Norton (2019), finalmente obtuvo su primer papel importante en la serie Playing for Keeps, en la que interpreta a Kendall Pereira. En 2020 interpretó a Bella Ray, en el primer episodio de la miniserie de televisión Halifax: Retribution.
En mayo de 2022 se unió al elenco de Star Trek: Strange New Worlds, de la franquicia de ciencia ficción Star Trek, en la que interpreta el papel de la enfermera Christine Chapel, que interpretaba Majel Barrett en Star Trek: la serie original. Para el papel, Bush dijo que se había estado preparando durante mucho tiempo, leyendo todo lo que pudo encontrar sobre Majel Barrett y la Enfermera Chapel y viendo tantos episodios de la serie clásica como le fue posible. También dijo que fue muy emocionante ponerse en la piel de un personaje cuyo impacto cultural ha sido tan fuerte. En la serie original el personaje se desarrollaba mayoritariamente en torno a su atracción por Spock, por quien suspiraba todo el tiempo, mientras que en esta serie es muy diferente y lo que queremos destacar es su ilusión y sus ganas de vivir. Sobre un tema abordado en el tercer episodio de la serie, relativo a la modificación genética, Bush dijo que Chapel «cree que las reglas son pautas importantes, pero que las personas son lo primero».
Además de su faceta como actriz y modelo también es una artista visual, diseña joyería y pintura, crea murales e instalaciones. Su obra se ha expuesto en numerosas galerías de Australia y Estados Unidos.

## Vida privada

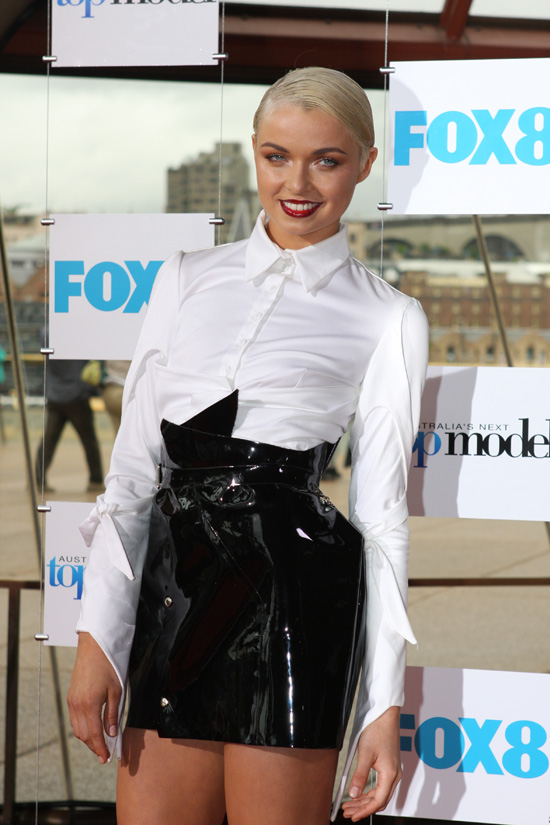
Jess Bush en 2011 cuando concursaba en el programa de talentos Australia's Next Top Model

Durante el rodaje de Star Trek: Strange New World, la actriz se hizo muy amiga del actor Ethan Peck. Actualmente vive en Sídney (Australia).

## Filmografía
| Año       | Título                        | Papel            | Notas                             | Ref. |
| --------- | ----------------------------- | ---------------- | --------------------------------- | ---- |
| 2011      | Australia's Next Top Model    | Ella misma       | Concurso de talentos; 8 episodios |      |
| 2017      | Home and Away                 | Jess Kearney     | 2 episodios                       |      |
| 2017      | The Secret Daughter           | Fotógrafa        | Episodioː «Respect»               |      |
| 2018      | Skinford: Chapter Two         | Helen            | Película                          |      |
| 2019      | Les Norton                    | Betty            | Episodioː «The Real Thing»        |      |
| 2019      | Playing for Keeps             | Kendall Pereira  | 4 episodios                       |      |
| 2022-2023 | Halifax: Retribution          | Bella Ray        | Episodio 1x01                     |      |
| 2022-2023 | Star Trek: Strange New Worlds | Christine Chapel | Papel principal; 19 episodios     |      |

## Premios y nominaciones
| Año  | Premio         | Trabajo nominado              | Categoría                                          | Resultado | Ref.          |
| ---- | -------------- | ----------------------------- | -------------------------------------------------- | --------- | ------------- |
| 2022 | Premios Saturn | Star Trek: Strange New Worlds | Mejor actriz de reparto en una serie de televisión | Nominada  | [ 8 ] [ 9 ]   |
| 2024 | Premios Saturn | Star Trek: Strange New Worlds | Mejor actriz de reparto en una serie de televisión | Nominada  | [ 10 ] [ 11 ] |